# Mount Hood, Alberta
Mount Hood är ett berg i Kanada.   Det ligger i provinsen Alberta, i den centrala delen av landet, 2 900 km väster om huvudstaden Ottawa. Toppen på Mount Hood är 2 451 meter över havet.
Terrängen runt Mount Hood är varierad.Trakten runt Mount Hood är nära nog obefolkad, med mindre än två invånare per kvadratkilometer.. Det finns inga samhällen i närheten. 
Trakten runt Mount Hood består i huvudsak av gräsmarker.